# Kraljevska kapela u Napulju
Kraljevska kapela u Napulju (talijanski: Cappella Palatina ili Cappella Reale dell'Assunta ) bila je sveta glazbena ustanova španjolskog dvora u Napulju koja je započela s Aragonskim dvorom u Napulju i nastavila se pod Habsburgovcima Burboncima, i Joseph Napoleon.

## Maestri di cappella, vicemajstori i orguljaši
Majstori kapele uključivali su:
- Prvi maestro Diego Ortiz stigao je u pratnji potkralja Pedra de Toleda (1558.-1570.),
- Francisco Martínez de Loscos (1570-? ),
- flamanski maestro,
- zatim drugi Flamanac Giovanni de Macque (1599–1614),
- prvi Talijan Giovanni Maria Trabaci (1614–46),
- Napolitanci Andrea Falconieri (1647–56), i
- Filippo Coppola (1658–80),
- zatim Venecijanac Pietro Andrea Ziani (1680–84),
- slijedi Alessandro Scarlatti (1684.-1702., zatim ponovno 1708.-1725.),
- u odsutnosti ga je mijenjao Francesco Mancini (1702.-1708., zatim ponovno 1725.-1737.),[4]
- Domenico Sarro (1737. – 1744.),
- Leonardo Leo (1744.),
- zatim Giuseppe de Majo (1745.–1771.),
- Pasquale Cafaro (1771.–1787.),
- Paisiello (1787.-)[5]

Zamjenici majstora su bili Domenico Sarro (-1707., zatim ponovno 1725. do 1734.). I u trećem postu Pro-Vice Maestra iz 1725. Leonardo Vinci . Francesco Provenzale bio je samo maestro onorario.
Među orguljašima je bio i barokni skladatelj Leonardo Leo.